# Rödöns landsfiskalsdistrikt
Rödöns landsfiskalsdistrikt var 1918–1964 ett landsfiskalsdistrikt i Jämtlands län, bildat när Sveriges indelning i landsfiskalsdistrikt trädde i kraft den 1 januari 1918, enligt beslut den 7 september 1917. Den 1 januari 1965 avskaffades i Sverige samtliga landsfiskaler och landsfiskalsdistrikt, och deras arbetsuppgifter delades upp på de nyskapade indelningarna polisdistrikt, åklagardistrikt och kronofogdedistrikt.
Landsfiskalsdistriktet låg under länsstyrelsen i Jämtlands län.

## Ingående områden
När Sveriges nya indelning i landsfiskalsdistrikt trädde i kraft den 1 oktober 1941 (enligt kungörelsen den 28 juni 1941) tillfördes tre kommuner (Häggenås, Kyrkås och Lit) från det genom kungörelsen upplösta Lits landsfiskalsdistrikt. Genom kommunreformen 1 januari 1952 uppgick landskommunerna Aspås, Näskott och Ås i Rödöns landskommun medan Kyrkås landskommun uppgick i Lits landskommun. Den 1 januari 1963 införlivades Häggenås landskommun i Lits landskommun, utan att det medförde någon ändring för landsfiskalsdistriktets omfattning. 

### Från 1918
- Aspås landskommun
- Näskotts landskommun
- Rödöns landskommun
- Ås landskommun

### Från 1 oktober 1941
- Aspås landskommun
- Häggenås landskommun
- Kyrkås landskommun
- Lits landskommun
- Näskotts landskommun
- Rödöns landskommun
- Ås landskommun

### Från 1952
- Häggenås landskommun
- Lits landskommun
- Rödöns landskommun

### Från 1 januari 1963
- Lits landskommun
- Rödöns landskommun